# Carl Olof Rosenius

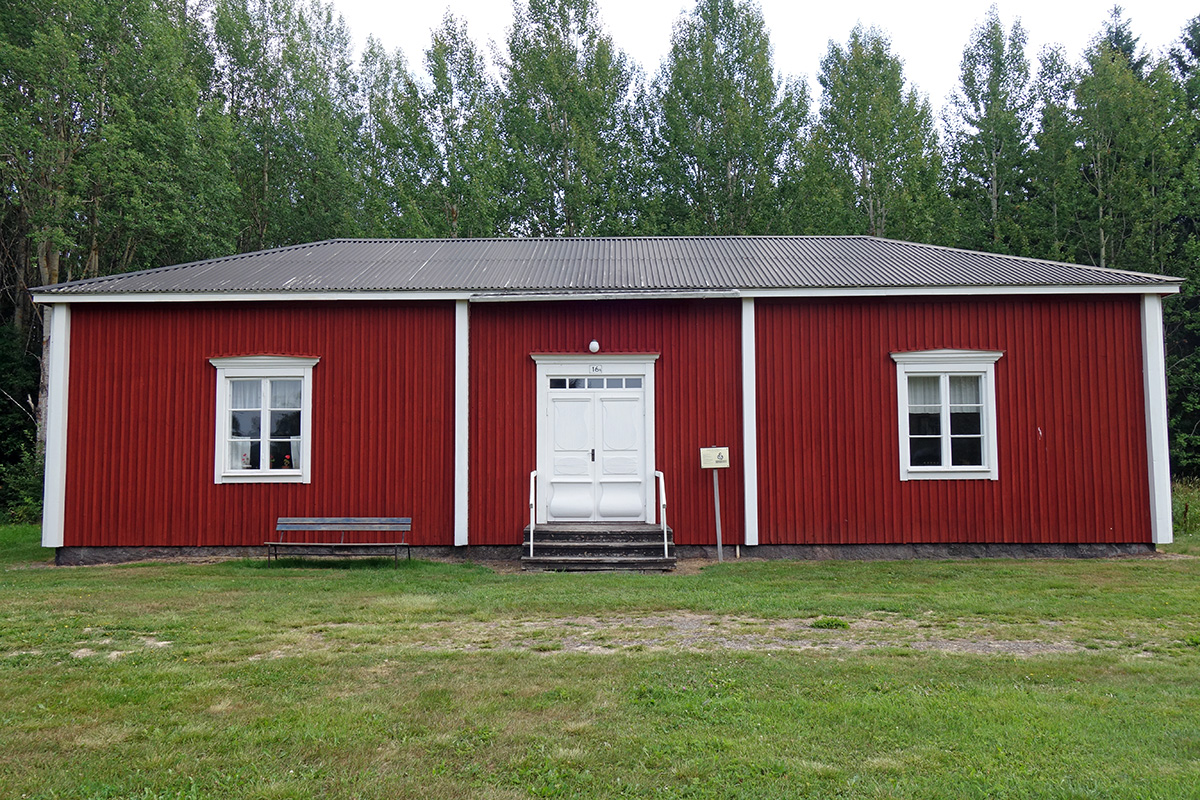
C.O Rosenius föddes i detta hus, Roseniusgården, som ursprungligen stod öster om nuvarande E4 i Ånäset. Huset flyttades 1939 till Solviks folkhögskola i Frostkåge men återfördes 1972 till Ånäset, nu till det forna kyrkstadsområdet invid Nysätra kyrka.

Carl Olof Rosenius, född 3 februari 1816 i Nysätra socken, Västerbotten, död 24 februari 1868 i Jakob och Johannes församling, Stockholm, var en svensk väckelsepredikant.
Rosenius var en av grundarna till Evangeliska fosterlandsstiftelsen (EFS) 1856 och var också redaktör för tidningen Pietisten 1842–1868.

## Biografi
Rosenius föddes i Ånäset som tredje barnet till prästen Anders Rosenius (1780–1841) och hans hustru Sara Margareta Norenius (dotter till prästen Olof Norenius). Fadern medverkade i väckelserörelsen bland de så kallade Nyläsarna. Från sitt 13:e år bodde Carl Olof Rosenius med familjen i Sävar och gick i skola i Piteå, Umeå och Härnösands gymnasium. 1838 började han teologistudier vid Uppsala universitet. Dessa studier tvingades han avbryta av ekonomiska och hälsomässiga skäl. Istället tog han tjänst som informator nära Stockholm.
Rosenius utvecklades till en av sin tids i Sverige mest lästa religiösa författare och blev en av den svenska 1800-talsväckelsens främsta ledargestalter. Han spelade en viktig roll vid bildandet av Evangeliska Fosterlandsstiftelsen (EFS). 
En person som påverkade Rosenius mycket var Maja-Lisa Söderlund från Frostkåge norr om Skellefteå. Hon var tjugo år äldre och stöttade honom under hela hans utveckling, hemma såväl som i Stockholm och Uppsala. Han skrev ofta hem till Maja-Lisa när modet svek honom, vilket det ofta gjorde under studieåren. Maja-Lisa var vida känd i Norra Västerbotten för sin bibelkunskap och sin förmåga att ingjuta hopp. Inte minst betydelsefullt åren efter kriget 1809 när läget i Norrlands kustområden var mycket besvärligt, dödligheten i olika sjukdomar var stor och superiet utbrett, samtidigt som det s k konventikelplakatet kraftigt begränsade lekmäns möjligheter att förkunna Guds ord utanför husandaktens ram.
Carl Olof Rosenius var gift med Agatha Rosenius, bror till Erik Anders Rosenius och Martin Gabriel Rosenius, far till Carl David Rosenius, Elisabeth Nyström, Josef Rosenius och Efraim Rosenius samt farbror till Paul Rosenius och farfar till Carl E. Rosenius.

## Karriär
Carl Olof Rosenius var en inflytelserik lekmannapredikant i Sverige under 1800-talet. Han hade växt upp i en av norrländska "läsare" präglad omgivning. Där hade en tidigare gammalpietistisk hållning undanträngts av en mer evangelisk åskådning, som dock ej drivits till de radikala "nyläsarnas" ståndpunkt. 
Sitt religiösa genombrott daterade han själv till 15-årsåldern. Redan då ledde han under skolferierna konventikelandakter. En predikan som han höll under sin gymnasisttid i Härnösand (1833), lär ha förvånat biskop Franzén på grund av det starka betonandet av den lutherska centralläran om rättfärdiggörelse genom tro. Han kom till Uppsala som student 1838 för att läsa teologi, men avbröt studierna redan 1839, på grund av vacklande hälsa och ekonomiska svårigheter. Istället tog han anställning som informator på Länna gård, Huddinge utanför Stockholm. Här råkade han i allvarliga religiösa tvivel. Ur dessa fick han hjälp av metodistpredikanten George Scott i Stockholm. Han övergav då planerna på att bli präst och flyttade 1840 till Stockholm som Scotts assistent i evangelisationsverksamheten, som samma år fick en egen lokal nära Hötorget i den så kallade Engelska kyrkan. 

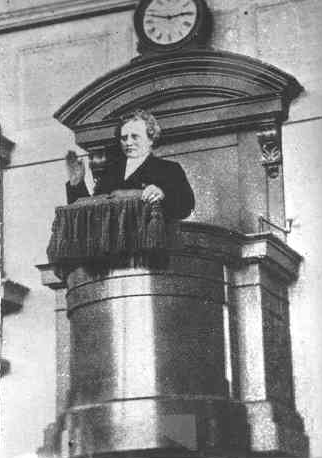
Rosenius predikar i Betlehemskyrkan

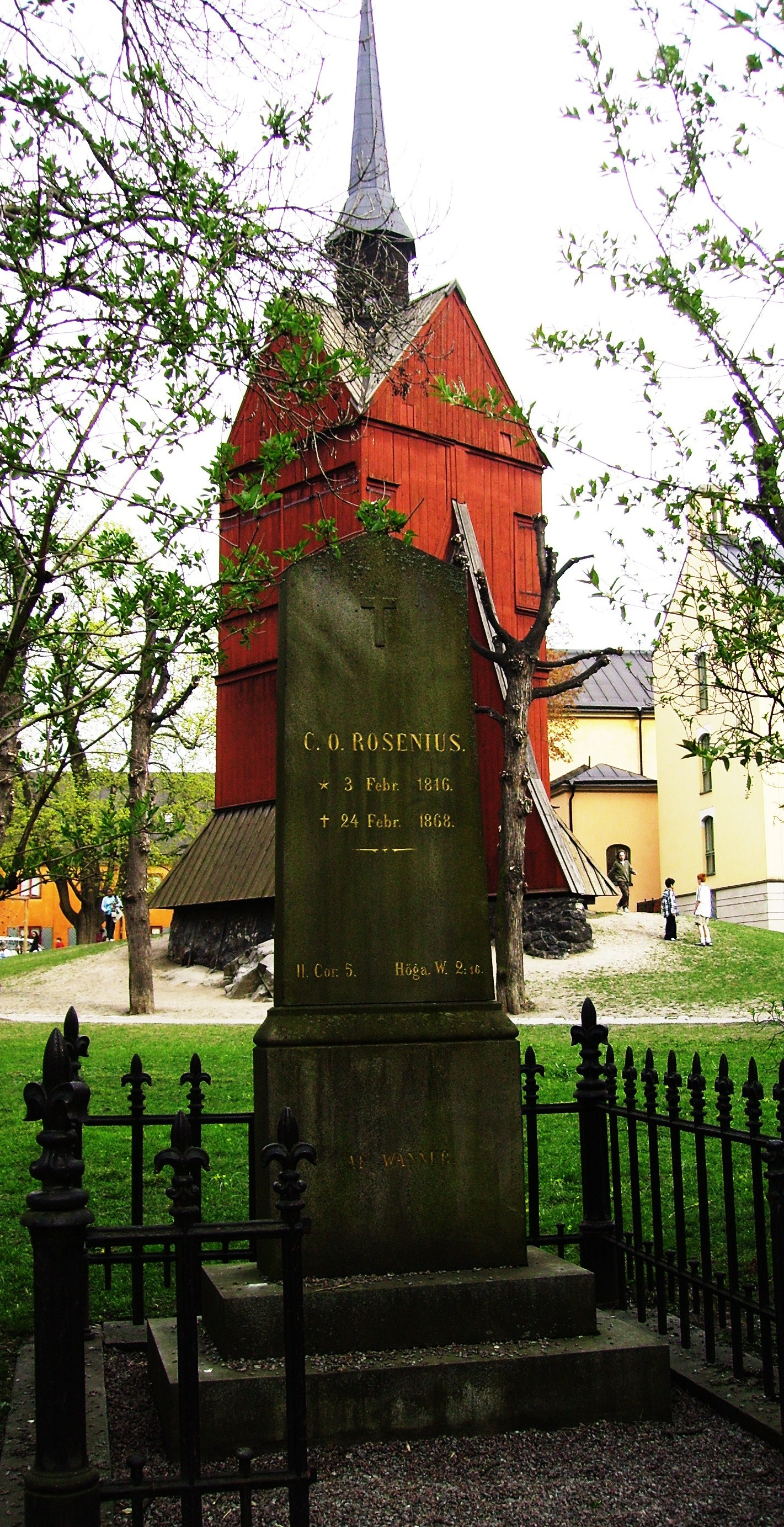
C.O. Rosenius gravvård på Johannes kyrkogård

När Scott tvingats lämna Sverige och Engelska kyrkan stängts (1842), övertog Rosenius helt verksamheten. Han blev en av de främsta krafterna i en växande religiös väckelse av  "nyevangelisk" art, som under de följande årtiondena gick fram över stora delar av Sverige. I dess tjänst verkade han, både i enskilda möten (konventiklar) och i hyrda lokaler i Stockholm.
Rosenius var även en nära vän till "läsargreven" Adolphe Stackelberg på Stensnäs herrgård. Tillsammans startade de år 1854 gemensamt en församling i Västervik. Detta blev startskottet vilket fick den evangeliska väckelsen i Kalmar län att organisera sig i missionsföreningar vilket i sin tur så småningom gav upphov till Östra Smålands missionsförening.
När Evangeliska fosterlandsstiftelsen (EFS) bildades 1856 var Rosenius en av grundarna och redan året efter bildade EFS en stiftelse som köpte den Engelska kyrkans lokaler och öppnade en ny kyrka under namnet Betlehemskyrkan. Både där och på talrika predikoresor i hela landet kunde Rosenius verka. Han arbetade också med tidskriften Pietisten, som startats av honom och Scott 1842, och som han sedan gav ut till sin död (med tiden i en upplaga av 10 000 exemplar). Han gav också ut och redigerade Missionstidningen och flera andra skrifter. 
Under sina sista år arbetade han på en utförlig ’’Utläggning af Romarbrefvet’’, som publicerades i Pietisten. På pingstdagen 1867 i predikstolen i Johanneskyrkan i Göteborg drabbades Rosenius av ett slaganfall, och året därpå avled han.
Hans religiösa ståndpunkt, pietismen, behöll i de avgörande dragen ett stort inflytande från det norrländska läseriets lutherdom med objektiv försoning och rättfärdiggörelse endast av nåd som dominerande kärna. I det schartauanska betonandet av nådens ordning misstänkte han lagiskhet; "kom som du är!" var hans predikan. Med herrnhutismen var han mer befryndad och han stod Fredrik Gabriel Hedberg ganska nära. Dock ansåg han att denne gick för långt åt det antinomistiska hållet. Metodismens inflytande på honom genom Scott handlade troligtvis snarare om de yttre verksamhetsformerna än om den teologiska läran. Erik-jansismen ogillade han starkt. 
Svagheterna i hans förkunnelse låg särskilt på det etiska området. Den framåtskridande fortgången i helgelsen till en kristlig karaktärsutveckling kom inte mycket fram, och en viss ängslighet för världen kom honom att blunda för samhällslivets uppgifter. 
Den svenska kyrkan ogillade han. Hans livselement var konventikeln, kretsen av fromma "trossyskon". Den svenska psalmboken använde han helst inte. I dess ställe använde han sångsamlingar av mer personlig religiös karaktär, särskildt Ahnfelts sånger. Hela sitt liv stod han dock kvar som medlem i Svenska kyrkan, lät döpa sina barn där, tog nattvarden där och ogillade all separation och fri nattvardsutdelning. 
Rosenius hade stort inflytande på Sveriges religiösa utveckling under 1800-talet. Hans värnande av personligt engagemang religionsutövningen och vissa lutherska tankar påverkade inte bara den frikyrkliga verksamheten, som han i främsta ledet var med om att skapa, utan också den kyrkliga förkunnelsen, speciellt i norra och mellersta Sverige.
Rosenius skrifter har getts ut i två miljoner exemplar på svenska och en miljon på andra språk. Dagbetraktelserna står för 180 000 exemplar i 36 upplagor. Därmed är han en av Sveriges mest spridda författare - endast Selma Lagerlöf och August Strindberg är klart mer spridda.
Kort efter hans död bröt en stor del av hans anhängare under ledning av hans efterträdare som utgivare av "Pietisten", Peter Paul Waldenström, med hans kyrkliga grundsatser och blev separatister, och då å andra sidan nya livsrörelser kommit till synes inom kyrkan, har Fosterlandsstiftelsen, som i egentlig mening är fortsättaren av hans verk, i avsevärd grad mist den betydelse inom landets religiösa liv som den hade under sitt första skede. 
Även utanför Sveriges gränser, särskilt i Danmark ("Bornholmarna") och Norge, men även bland de skandinaviska nybyggarna i amerikanska Mellanvästern fick den roseniuska rörelsen åtskilliga anhängare genom de så kallade missionsvännerna.
Roseniuskyrkan i Stockholm är uppkallad efter Rosenius. Sedan 2017 har Rosenius ett litterärt sällskap uppkallat efter sig, Carl Olof Rosenius-sällskapet.

## Bibliografi

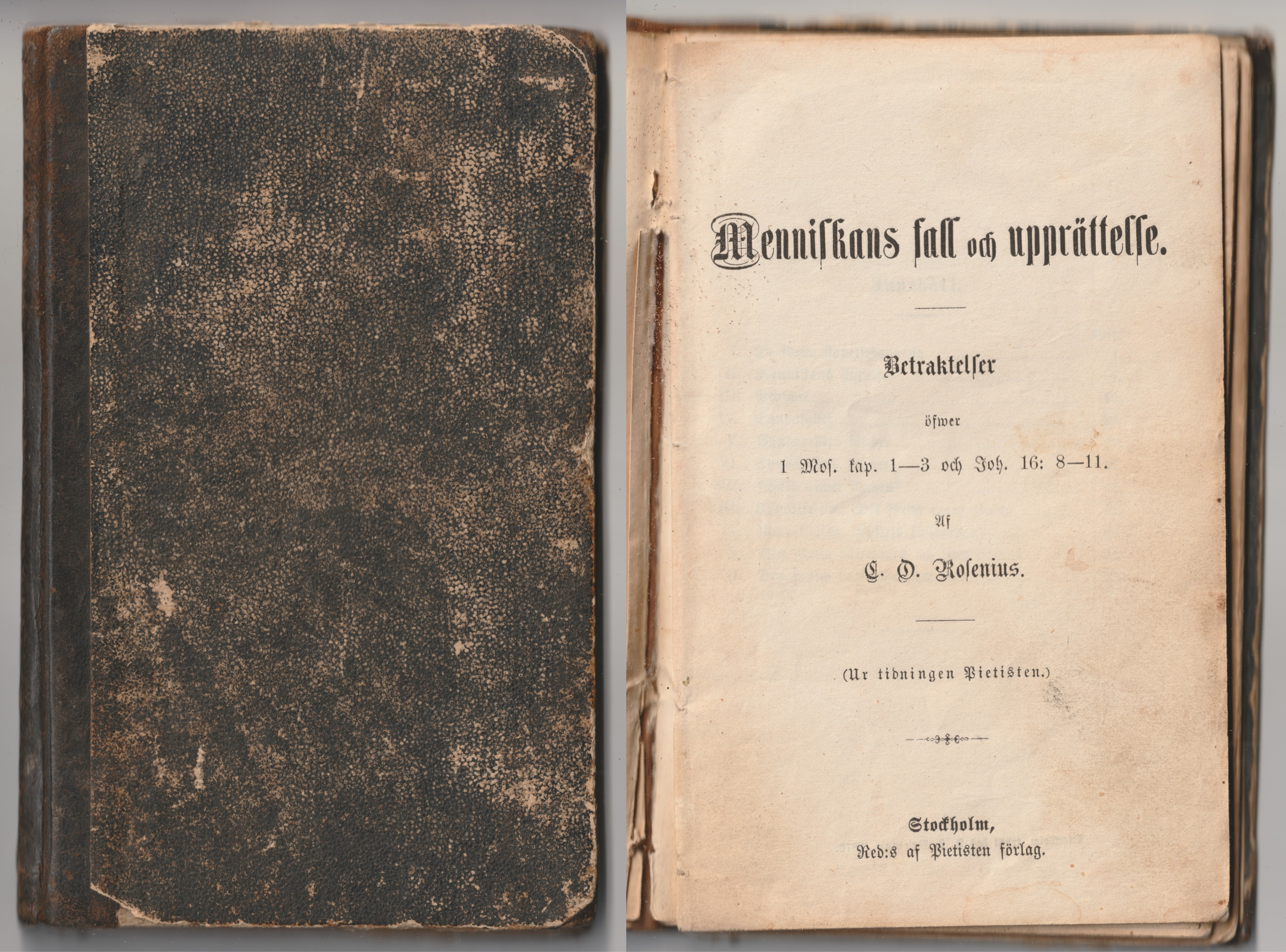
Rosenius Menniskans fall och upprättelse tryckt 1870

## Psalmer
Rosenius författade några sånger själv och översatte ett stort antal. Han finns bland annat representerad i 1986 års psalmbok och Verbums psalmbokstillägg 2003 med originaltexterna till fyra verk (nr 59, 251, 572 och 720). Texterna finns också publicerade i Sionstoner.
- En vän framför andra (1854), i Sionstoner (1889) nr 55 och i Hemlandssånger 1891 nr 274. Enligt Bernhard Wadström "Okänd, till en del av Rosenius" Finns på Wikisource.
- För hedningarnas skaror år 1921 nr 545 Finns på Wikisource.
- Guds barn jag är (1848), i Lova Herren 1988 nr 429, EFS-tillägget nr 776) Verserna 2-5 av Rosenius. (Vers 1 av Lars Stenbäck) Finns på Wikisource.
- I en djup, oändlig skog (1849), i Lova Herren 1988 nr 506. Finns på Wikisource.
- Med Gud och hans vänskap (1851), år 1986 nr 59, EFS-tillägget nr 712 och Verbums nr 720.
- Nu evigt väl, nu evigt väl diktad 1847 Finns på Wikisource.
- När den arma jordens tid förgår, i Sionstoner nr 660 till melodi nr 10 i Oscar Ahnfelts sånger. Finns på Wikisource.
- Tänk, när en gång det töcken har försvunnit i Svenska Missionsförbundets Sångbok 1920 nr 427 men av andra upphovsmän i andra psalmböcker. Finns på Wikisource.
- Var jag går i skogar, berg och dalar (1847), år 1986 nr 251, endast vers 1-2 av Rosenius. Finns på Wikisource.
- Våga dig Dristelig (1854), i Sionstoner nr 282. Rosenius har skrivit verserna 1 och 3-6, v. 2 och 7 samt i Svenska Missionsförbundets Sångbok 1920 nr 219. Psalmen skrevs av danske kyrkoherden Anders Agerbeck. Finns på Wikisource.
- Välsignad den dagen, när jag här fick se Finns på Wikisource.
- Ängsliga hjärta, upp ur din dvala (1847) år 1986 nr 572. Finns på Wikisource.